# Herbert Goldstein
Herbert Goldstein (Nova Iorque, 26 de junho de 1922 — Nova Iorque, 12 de janeiro de 2005) foi um físico estadunidense.
Autor do livro "Classical Mechanics", foi fundador da Associação de Cientistas Judeus Ortodoxos, da qual também foi presidente. Antes de morrer, ostentava o cargo de Professor Emérito da Universidade de Columbia.

## Classical Mechanics
Classical Mechanics é um livro texto sobre mecânica clássica escrito por Goldstein. Após sua morte, em uma nova terceira edição do livro foi lançada pela editora Addison-Wesley, com a colaboração de Charles P. Poole e John L. Safko.

## Livros
- H. Goldstein, Classical Mechanics, Addison-Wesley, 1950. ISBN 0201025108 [1]
- H. Goldstein, Fundamental Aspects of Reactor Shielding, Addison-Wesley, 1959.
- H. Goldstein, Classical Mechanics (2ª. Edição), Addison-Wesley, 1980. ISBN 0201029189
- H. Goldstein, J. L. Gross, R. E. Pollack, and R. B. Blumberg, The Scientific Experience, Columbia University, 1996.
- H. Goldstein, C. P. Poole, J. L. Safko, Classical Mechanics (3ª. Edição), Addison-Wesley, 2001. ISBN 0201657023